# Tigraj (regija)
Regija Tigraj (Tigrāy Kilil) je najsjevernija od deset etničkih regija Etiopije, zavičaj naroda Tigré. Ova Regija prije je bila poznata kao Regija 1, glavni grad regije je Mek'ele.
Tigraj graniči s Eritrejom na sjeveru (koja se odvojila od Etiopije 1993.), sa Sudanom na zapadu, s regijom Afar na istoku, te s regijom Amhara a na jugu. Pored glavnog grada Mek'elea ostali veći gradovi u Tigraju su; Abij Adi, Adigrat, Adja, Aksum, Humera, Inda Selasije, Korem, Alamata, Majčev, Vukro, Kujha i Zalambesa, u to treba uključiti i povijesno značajno selo Jeha.

## Povijest
Za povijesne prilike prije 1995. pogledajte Pokrajina Tigraj.
Teitorij Regije Tigraj oko grada Badme (i sam grad) bili su uzrok pravog rata 1998 između novoustanovljene Eritreje i Etiopije. Nakon primirja i odluke Ujedinjenih naroda iz 2002, veći dio ovog teritorija dodijeljen je Eritreji. Etiopija je odbila provesti zaključak Vijeća sigurnosti, tako da su odnosi s Eritrejom i nadalje vrlo zategnuti.

## Stanovništvo
Na temelju popisa stanovništva iz 2007.  kojeg je provela  Središnje statističke agencije Etiopije-(CSA), Regija Tigraj ima ukupno 4.314.456 stanovnika, od kojih su 2.124.853 muškarci i 2.189.603 žene. Od toga 842,723 ili 19:53% stanovništva, živi u gradovima. S teritorijem od 50,078.64 km², ova regija ima gustoću od 86,15 stanovnika po km². Većina stanovnika su  Tigré 96,55% stanovništva, ostale etničke grupe su Amharci  (1,63%), Sahojci (0,71%), Afari (0,29%) Agaje (0,19%), Oromci (0,17%) i Kunama (0,07%). 
Vjernika  Etiopske pravoslavne tevahedo Crkve je 95,6% stanovništva, muslimana ima 4,0%, katolika 0,4% te 0,1% protestanata
Službeni jezik Regije je Tigrinja.
Prema podatcima CSA za 2004., 53,99% od ukupnog stanovništva ima pristup pitkoj vodi, od njih je 42,68% bilo seosko, a 97,28% gradsko stanovništvo. Čak 31,6% stanovnika živjelo je ispod granice siromaštva. Čitati i pisati znalo je 67,5% muškaraca i 33,7% žena.

## Poljoprivreda
Etiopska CSA procijenila je da su 2005. stočari Regije Tigraj imali ukupno 2.713.750 goveda (odnosno 7,0% grla u Etiopiji), 72,640 ovaca (0,42%), 208,970 koza (1,61%), 1.200 konja (manje od 0,1%), 9,190 mazgi (24,6%), 386,600 magaraca (15:43%), 32,650 deva (7,15%), 3.180.240 peradi (10,3%) i 20,480 pčelinjih košnica  (0,47%)

## Znamenitosti Tigraja
Posebnost Regije Tigraj su crkve isklesane u kamenim stijenama, vrlo slične onima iz Lalibele Te crkve nalaze se na četiri lokacije; - Geralta, Takatisfi, Atsbi i Tembien (ponekad se u to ubraja Vukro). Za neke od crkava se drži da su starije od onih u Lalibeli ( vjerojatno iz 8. st.). Uglavnom su uklesane u jedan kameni monolit, s elementima klasične antičke arhitekture, često se nalaze na vrhu stijena ili strmim uzvisinama, to je rađeno zbog sigurnosti. Jedna od znamenitosti Tigraja je manastir Debre Damo,  do kojeg se može doći samo penjanjem po užetu uz 25 m. okomitu stijenu.
Najznačajnija znamenitost Tigraja su obelisci iz Aksuma, uz Aksum drugo značajno odredište je Jeha, koje ipak nije toliko poznato izvan regije.

## Predsjednici Izvršnog odbora Regije Tigraj
- Gebru Asrat (TPLF) 1992. – 2001.
- Tsegaj Berhe (TPLF) 2001 - aktualni predsjednik

## Zone Regije Tigraj
- Mirabaji (Zapad)
- Semen Mirab (Sjeverozapad)
- Mibrakavi (Istok)
- Mehakelegnaj (Središnja)
- Debub Misrak (Jugoistok)
- Debubawi (Jug)
- Mek'ele, glavni grad regije kao posebna zona

## Pogledajte i ovo
- Lista woreda Regije Tigraj

## Vanjske poveznice
- Informacije o Regiji Tigraj (engl.)
- Karta Regije Tigraj s portala DPPA  Arhivirana inačica izvorne stranice od 27. rujna 2007. (Wayback Machine) (PDF file)
- Manastir Debre Damo  Arhivirana inačica izvorne stranice od 27. siječnja 2010. (Wayback Machine) (engl.)
- Ethiopian Treasures - Kraljica Iz Sabe, Kraljevstvo Aksum  Arhivirana inačica izvorne stranice od 15. srpnja 2019. (Wayback Machine) (engl.)
- Ethiopian Treasures - Dvorac Ivana IV. u Mekeleu  Arhivirana inačica izvorne stranice od 29. rujna 2015. (Wayback Machine) (engl.)